# Lövtjärnen (Bjurholms socken, Ångermanland)
Lövtjärnen är en sjö i Bjurholms kommun i Ångermanland och ingår i Hörnåns huvudavrinningsområde. Sjön har en area på 0,105 kvadratkilometer och ligger 233,1 meter över havet.

## Delavrinningsområde
Lövtjärnen ingår i det delavrinningsområde (710587-166862) som SMHI kallar för Utloppet av Stor-Armsjön. Medelhöjden är 238 meter över havet och ytan är 14,09 kvadratkilometer. Räknas de 4 avrinningsområdena uppströms in blir den ackumulerade arean 21,77 kvadratkilometer. Armsjöbäcken som avvattnar avrinningsområdet har biflödesordning 2, vilket innebär att vattnet flödar genom totalt 2 vattendrag innan det når havet efter 70 kilometer. Avrinningsområdet består mestadels av skog (56 procent). Avrinningsområdet har 3,03 kvadratkilometer vattenytor vilket ger det en sjöprocent på 21,5 procent.